# Terry King
Terry King (Oklahoma, ... – ...; fl. XX secolo) è stata una giocatrice di poker statunitense.

## Biografia
Terry King è stata la prima donna a prendere parte ad un Main Event delle WSOP nel 1978, senza però finire ITM. Lo stesso anno vinse l'evento $200 Limit 7 Card Stud riservato alle sole donne.
Le sue vincite totali nei tornei superano i $45.000.

## Braccialetti WSOP
| Anno | Torneo                          | Premio  |
| ---- | ------------------------------- | ------- |
| 1978 | $200 Ladies - Limit 7 Card Stud | $10.080 |